# 원숭이발쥐속
원숭이발쥐속(Pithecheir)은 쥐과에 속하는 설치류 속의 하나이다. 말레이반도와 자와섬의 동남아시아에서 발견되는 2종을 포함하고 있다.

## 특징
작은 설치류로 꼬리 길이 157~215mm를 제외한 몸길이는 122~180mm이다. 몸무게는 최대 146g이다. 꼬리는 털이 없는 잡는꼬리이다. 나무 위에서 생활하기 적합하도록 발이 발달했다. 작은 발톱을 가진 엄지 발가락이 서로 완전히 마주 향하고 있다.

## 분포
말레이반도와 자와섬에 널리 분포한다.

## 하위 종
2종이 알려져 있다.
- 붉은나무쥐 (P. melanurus)
- 말레이나무쥐 (P. parvus)